# 御茶ノ水電子製作所
御茶ノ水電子製作所（おちゃのみずでんしせいさくじょ）は、東京に拠点を置く同人系のゲーム制作グループである。アドベンチャーゲームを得意とし、2003年以降は商業ゲームの開発にも参加している。通称「御茶電（おちゃでん）」

## 概要
グループ名「御茶ノ水電子製作所」は、設立当時、メンバーが御茶ノ水に居住していたことに由来している。グループの母体は、大学の友人同士が集まってスタートした文学系同人サークル「伝説伝承研究結舎」で、1990年代後半頃、御茶ノ水電子製作所としての活動がスタート。1999年に独立した。 インターネットの普及と共にオンラインゲームに活動の場を広げ、同時に外部からのメンバーも多数参加するようになった。ファンタジー、SF、ホラー、歴史物など、扱うジャンルは幅広い。当初はテキストメインのゲームが主体であったが、メンバーの枠が広がるにつれ、グラフィックや音声、BGMなどにも力を入れるようになった。
御茶ノ水電子製作所のアドベンチャーゲームはFlash Player上で動作するのが特徴であった。Flashを利用したゲーム作成ツールは、最終的に独自環境「Megalith」としてまとめられており、フリー版が公開されている。「LEVIATHAN」では吉里吉里2が使用されている。
1999年に発表した「second Anopheles」三部作は、窓の杜やパソコン雑誌（晋遊舎刊『iP!』など）に取り上げられたこともあり、御茶ノ水電子製作所の代表作と言える。「second Anopheles」の前章に当たる「Anopheles」はゲームではなく小説作品として発表されており、また「Anopheles」シリーズのラスト・エピソードとされる「Duolith」もゲーム化される前に小説として発表されている。
2003年には株式会社イオの商業ゲーム「てんしのかけら」の制作に参加。
2006年11月に成人向け商業ゲーム「飛ぶ山羊はさかさまの木の夢を見るか」の制作を公表し、2007年3月にコトノハfeat.戯画より発売された。
2008年には2作目の成人向け商業ゲームとなる「ラッキー×クロス（コトノハ）」を発売。2009年には「ふわりコンプレックス（戯画）」など、成人向け商業ゲームへの参加を継続。
2009年の夏に「Anopheles」シリーズの3作目「LabylinthOrigan」を発売予定であったが、2014年5月現在も未発売のままである。
2010年にホビボックス傘下に成人向け商業ゲームブランド「Molamola.software」を設立し、「のーぱんつ!!」を発売。2011年には「お前のパンツは何色だ!?」を発売。
2015年1月に新作ゲーム「祖師谷インクリメント」の製作を発表。

## 作品一覧

### 同人作品
- cape jasmine
- second Anopheles（三部作構成）
- Departures
- LONGESTCAPERUNNER
- sing a wold noize
- 彼岸
- KURUKURU（イベント「九段ハンガー」参加者に配布）
- Duolith（Anophelesシリーズ第2作）
- 神玉果伝説
- 僕らが戦争に反対する理由。
- Deparetures second Engine
- ラジオキャロライン
- 夕張物語
  - 君のままでいて、君のままで行け
  - Goodby,Wells
  - rec
- 朱鷺のことば
- LEVIATHAN

### 商業作品
- 「飛ぶ山羊はさかさまの木の夢を見るか」（コトノハfeat.戯画）
- 「ラッキー×クロス」（コトノハ）
- 「のーぱんつ!!」（Molamola.software）
- 「お前のパンツは何色だ!?」（Molamola.software）

### 開発参加作品
- 「てんしのかけら」（イオ）
- 「ふわりコンプレックス」（戯画）[9]
- 「アステリズム -Astraythem-」（チュアブルソフト）[10]
- 「キスベル」（戯画）[8]
- 「ノスフェラトゥのオモチャ☆彡」（fizz）[8]
- 「BALDR SKY ZERO」（戯画）[8]

## 関連人物
bomi「LONGESTCAPERUNNER」「彼岸」「朱鷺のことば」及び商業ブランド「コトノハ」「Molamola.software」作品の原画を担当。また、bomiの漫画作品のストーリーを御茶ノ水電子製作所メンバーのけむん、木瓜庵が担当している。